# チャイニーズタイペイオリンピック委員会
中華オリンピック委員会（ちゅうかオリンピックいいんかい、繁: 中華奧林匹克委員會）は、中華民国の国内オリンピック委員会である。対外的にはチャイニーズタイペイオリンピック委員会（チャイニーズタイペイオリンピックいいんかい、繁: 中華臺北奧林匹克委員會、英: Chinese Taipei Olympic Committee）と名乗っている。1922年（民国11年）に中華業餘運動聯合会（後に中華全国体育協進会）が中国オリンピック委員会（英: Chinese Olympic Committee）として国際オリンピック委員会（IOC）から承認され、1973年（民国62年）に中華全国体育協進会が中華民国体育運動総会と中華オリンピック委員会に分割されて現在に至る。政治的理由から、1981年（民国70年）以降は対外的に「チャイニーズタイペイ」の名称を使用している。

## 歴史

### 中国オリンピック委員会（1922年 - 1959年）
1922年（民国11年）4月3日、中華業餘運動聯合会（繁: 中華業餘運動聯合會）が設立され、王正廷（北洋政府外交総長）が主席に就任した。同年、フランスのパリで開催された第21次IOC総会にて中華業餘運動連合会が中国オリンピック委員会（英: Chinese Olympic Committee）として承認され、王正廷は中国人で初めてIOC委員に選出された。
1924年（民国13年）7月、国家の正式な組織として中華全国体育協進会（繁: 中華全國體育協進會）が設立され、中華業餘運動聯合会に取って代わった。初代主席には王正廷が就任した。同年のパリ大会にはテニス選手4人を派遣し、これが中国史上初のオリンピックへの参加となった。しかし、4人は開会式には出席したものの、何らかの理由で競技への参加を棄権したとされる。1932年（民国21年）のロサンゼルス大会に出場した陸上競技選手の劉長春が、一般的に「中国初のオリンピック代表選手」として認知されている。
1949年（民国38年）、国共内戦での中華民国政府の敗北に伴い、中華全国体育協進会の委員26人の内19人は中華民国政府に従って台湾に移った。1951年（民国40年）、主席の郝更生は「中国オリンピック委員会は台湾省新竹に移転した」という旨を通告し、IOCからの承認を受けた。一方、中国大陸でも中華人民共和国の下で1952年（民国41年）に中華全国体育総会が成立し、「中国オリンピック委員会」の地位を主張した。同年のヘルシンキ大会では、どちらの「中国」が参加するかが焦点となった。1952年7月17日、ノルウェーのオスロで開催された第47次IOC総会にて「中華民国・中華人民共和国双方の参加」が認められたが、中華民国側は「漢賊不両立」の方針に基づいてボイコットし、中華人民共和国が単独での参加を果たした。
1954年（民国43年）にギリシャのアテネで開催された第49次IOC総会にて、台湾の「中国オリンピック委員会」の承認は維持されつつ、大陸の中華全国体育総会も中華人民共和国オリンピック委員会（英: Olympic Committee of Chinese Democratic Republic）として正式に承認することが23対21で可決された。1956年（民国45年）のメルボルン大会では中華民国・中華人民共和国双方が選手団を派遣したが、中華人民共和国側は中華民国が国旗（青天白日満地紅旗）を掲げて参加していることに抗議し、参加を取りやめた。さらに、中華全国体育総会は1958年（民国47年）8月19日に「『二つの中国』を作る動きへの抗議」としてIOCから脱退し、9月5日にIOCは「中華人民共和国オリンピック委員会はオリンピックの活動から撤退しており、IOCはもはや中華人民共和国オリンピック委員会を承認しない」と表明した。これにより、オリンピックにおける「二つの中国」問題は一時的に解決された。

### 中華民国オリンピック委員会（1960年 - 1979年）

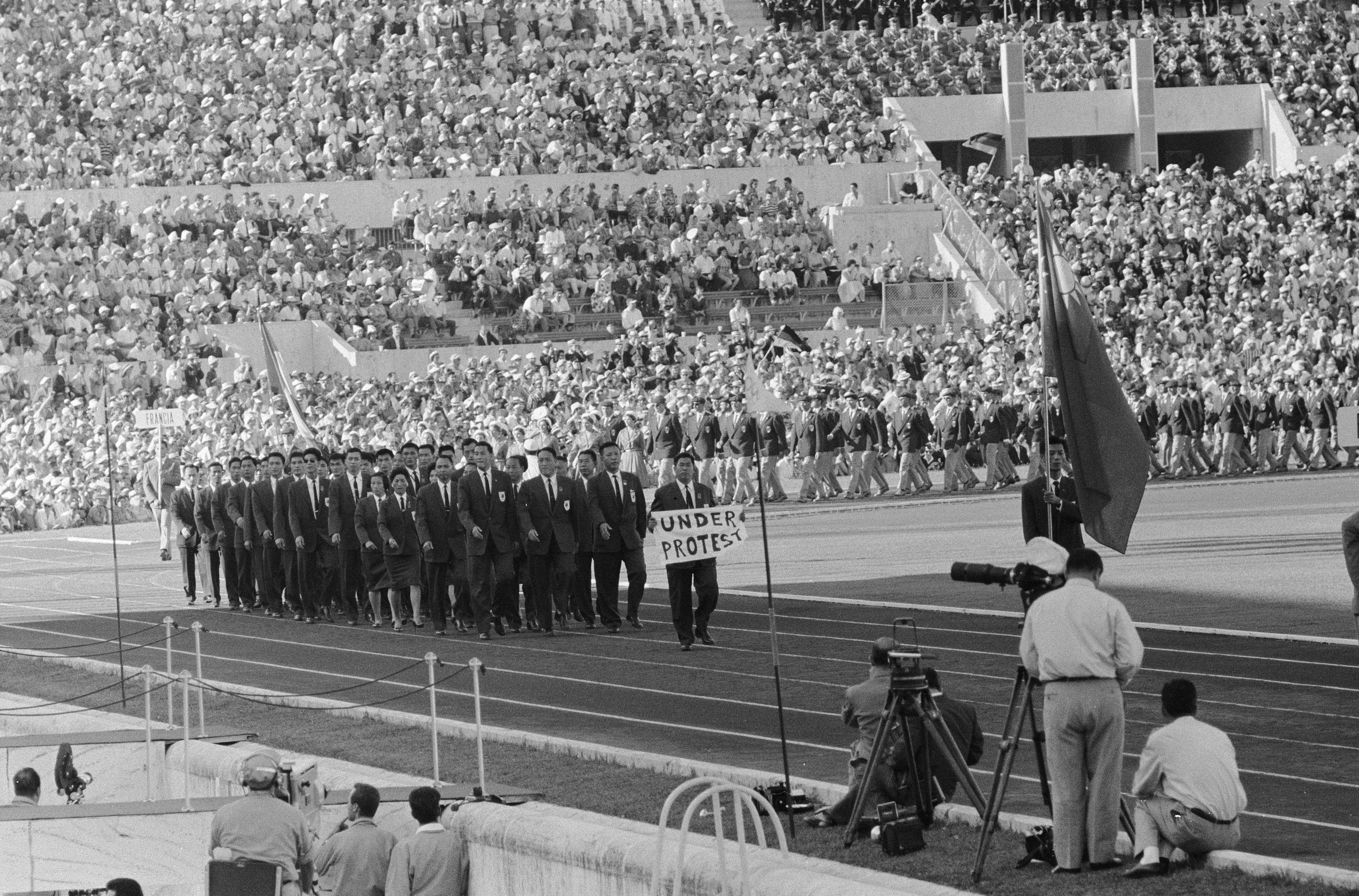
ローマ大会の入場行進で抗議する中華民国選手団

1959年（民国48年）5月28日、西ドイツのミュンヘンで開催された第55次IOC総会にて「台北の中国オリンピック委員会は中国全土のスポーツ活動を総轄することができていないため、『中国オリンピック委員会』の名称で承認を継続することはできない。そのため中国オリンピック委員会の承認を取り消すが、別の名称での承認申請を希望する場合は検討する」との決議が採択された。これを受けて6月8日に中華全国体育協進会は緊急会議を開き、中華民国オリンピック委員会（英: Republic of China Olympic Committee）の名称で申請することを決定した。1960年（民国49年）8月12日、イタリアのローマで開催された第56次IOC総会にてこの申請は承認されたが、大会においては台湾（Taiwan）またはフォルモサ（Formosa）の名義を使用するよう要求した。中華民国側はこの要求を受け入れなかったが、同年のローマ大会では結局「Formosa」名義での参加を余儀なくされ、中華民国選手団は入場行進で「UNDER PROTEST（抗議中）」と書かれた横断幕を掲げて抗議の意を示した。1964年（民国53年）の東京大会と1968年（民国57年）のメキシコシティ大会には「Taiwan」名義で参加した。
1968年10月、メキシコシティで開催された第67次IOC総会にて、中華民国が中華民国（China R.O.）の名義で大会に出場することが32対10で可決された。1972年（民国61年）のミュンヘン大会と札幌大会（冬季大会への初参加）、1976年（民国65年）のインスブルック大会ではこの名義を使用した。
1971年（民国60年）10月25日、国際連合（国連）総会にて2758号決議（通称：アルバニア決議）が可決され、国連における「中国」の代表権が中華民国から中華人民共和国に移り、中華民国の国際的地位は低下した。中華人民共和国がIOCへの復帰への動きを活発化させている状況に鑑み、1973年（民国62年）7月17日、国際スポーツの場での中華民国の地位の維持とオリンピック活動の推進のため、中華民国政府は中華全国体育協進会を中華民国体育運動総会と中華オリンピック委員会（繁: 中華奧林匹克委員會）の2組織に分割し、国内オリンピック委員会としての機能を独立させた。
1975年（民国64年）、大陸の中華全国体育総会はIOCへの復帰を申請したが、「IOCから中華民国を排除する」という内容が復帰の条件として含まれていたため却下された。以降、中華人民共和国は自国が国交を有する各国際大会の開催国に「中華民国の参加を拒否する」「中華民国選手団へのビザ発給を拒否する」などの措置を取るよう要請し、中華民国の国際スポーツへの参加の妨害を図った。1976年のモントリオール大会では、開催国であり中華人民共和国との国交を有するカナダのピエール・トルドー首相が中華民国に対し「『Taiwan』の名義であれば参加を認めるが、『China』を含む名義や国旗・国歌を使用しての参加は許可しない」との声明を開会前日の7月16日に発表した。中華民国は要求を受け入れず、大会への参加を取りやめた。
1978年（民国67年）、ギリシャのアテネで開催された第80次IOC総会にて、中華人民共和国と国交を有するアジア・東ヨーロッパ・アフリカの合計35か国が共同で、中華民国のIOCからの排除を求める動議を提出し、排除しなければ1980年（民国69年）のモスクワ大会をボイコットするとの脅迫を行った。中華人民共和国やソビエト連邦（ソ連）など多方向からの圧力を受け、IOCは中華人民共和国を復帰させる方向に動き始めた。
1979年（民国68年）、ウルグアイのモンテビデオで開催された第81次IOC総会にて、中華人民共和国のIOC復帰を認めるとともに、中華民国の承認も継続することが決定された。中華民国のIOC委員である徐亨は中華民国に友好的なIOC委員を動員し、以下のような修正案を36対28で可決させた。
1. 北京のオリンピック委員会を中国オリンピック委員会、北京（Chinese Olympic Committee，Peking）として承認する。
2. 台北のオリンピック委員会を中国オリンピック委員会、台北（Chinese Olympic Committee，Taipei）として承認する。
3. 両者に使用する旗と歌については別途検討し、IOCの同意を得る。

しかし、中華人民共和国は「二つの中国」が並立するこの決議を受け入れられないとした。
同年10月25日、日本の名古屋で開催されたIOC理事会にて、モンテビデオでの決議を以下のように変更することが提案された。
1. 北京のオリンピック委員会を中国オリンピック委員会（Chinese Olympic Committee）として承認し、中華人民共和国の国旗・国歌を使用する。
2. 台北のオリンピック委員会はチャイニーズタイペイオリンピック委員会（Chinese Taipei Olympic Committee）の名称で残留することを認めるが、中華民国の国旗・国歌とは異なる、IOCに承認された旗・歌を使用しなければらない。

11月26日、この案は全世界のIOC委員による郵送投票で62対17で可決され、「名古屋決議」と呼ばれる。

### チャイニーズタイペイオリンピック委員会（1981年 - ）
中華オリンピック委員会は名古屋決議を受け入れず、「名古屋決議はオリンピック憲章第64・65・66条（当時）の『開会式・表彰式・閉会式では参加国の国名・国旗・国歌を使用しなければならない』という規定に違反している」として、IOC本部の所在地であるスイスのローザンヌ地方裁判所にIOCを提訴し、1980年のレークプラシッド大会をボイコットした。中華オリンピック委員会は勝訴し、1980年2月にアメリカのレークプラシッドで開催された第82次IOC総会にて、オリンピック憲章第64・65・66条が改正された。この改正により、参加「国」ではなく「代表団」の名称・旗・歌を用いることが定められた。
1981年（民国70年）3月23日、IOC本部で行われた交渉の末、中華オリンピック委員会とIOCの間で「ローザンヌ協定」が締結され、中華民国が「チャイニーズタイペイ」の名称・中華オリンピック委員会旗（梅花旗）・中華オリンピック委員会歌を使用することが合意された。1984年（民国73年）のサラエボ大会で中華民国は「チャイニーズタイペイ」として復帰を果たし、以降現在に至るまでこの状態が続いている。

## 歴代主席
| 氏名                                                                                       | 就任                                                                | 退任                                                                |                                                                     |                                                                     |
| 中国オリンピック委員会 中國奧林匹克委員會 Chinese Olympic Committee                        | 中国オリンピック委員会 中國奧林匹克委員會 Chinese Olympic Committee | 中国オリンピック委員会 中國奧林匹克委員會 Chinese Olympic Committee | 中国オリンピック委員会 中國奧林匹克委員會 Chinese Olympic Committee | 中国オリンピック委員会 中國奧林匹克委員會 Chinese Olympic Committee |
| ------------------------------------------------------------------------------------------ | ------------------------------------------------------------------- | ------------------------------------------------------------------- | ------------------------------------------------------------------- | ------------------------------------------------------------------- |
| 王正廷                                                                                     | 1922年4月                                                           | ?                                                                   |                                                                     |                                                                     |
| 郝更生                                                                                     | 1948年                                                              | 1956年6月                                                           |                                                                     |                                                                     |
| 周至柔                                                                                     | 1956年6月                                                           | 1957年12月                                                          |                                                                     |                                                                     |
| 鄧伝楷                                                                                     | 1957年12月                                                          | 1960年8月                                                           |                                                                     |                                                                     |
| 中華民国オリンピック委員会 中華民國奧林匹克委員會 Republic of China Olympic Committee      |                                                                     |                                                                     |                                                                     |                                                                     |
| 鄧伝楷                                                                                     | 1960年8月                                                           | 1961年2月                                                           |                                                                     |                                                                     |
| 楊森                                                                                       | 1961年2月                                                           | 1973年6月                                                           |                                                                     |                                                                     |
| 黎玉璽                                                                                     | 1973年6月                                                           | 1973年7月                                                           |                                                                     |                                                                     |
| 徐亨                                                                                       | 1973年7月                                                           | 1974年5月                                                           |                                                                     |                                                                     |
| 沈家銘                                                                                     | 1974年5月                                                           | 1979年11月                                                          |                                                                     |                                                                     |
| チャイニーズタイペイオリンピック委員会 中華奧林匹克委員會 Chinese Taipei Olympic Committee |                                                                     |                                                                     |                                                                     |                                                                     |
| 沈家銘                                                                                     | 1981年3月                                                           | 1982年9月                                                           |                                                                     |                                                                     |
| 鄭為元                                                                                     | 1982年12月                                                          | 1987年9月                                                           |                                                                     |                                                                     |
| 張豊緒                                                                                     | 1987年9月                                                           | 1998年1月                                                           |                                                                     |                                                                     |
| 黄大洲                                                                                     | 1998年1月                                                           | 2006年1月                                                           |                                                                     |                                                                     |
| 蔡辰威                                                                                     | 2006年1月                                                           | 2014年1月                                                           |                                                                     |                                                                     |
| 林鴻道                                                                                     | 2014年1月                                                           | 現職                                                                |                                                                     |                                                                     |